# Сидорина, Елена Викторовна
Еле́на Ви́кторовна Сидо́рина — советский и российский искусствовед. Специалист по русскому авангарду и теории искусства.

## Биография
В 1963 году окончила радиотехнический факультет Московского энергетического института.
В 1967—1970 годах училась в аспирантуре Всесоюзного научно-исследовательского института технической эстетики.
В 1979 году защитила диссертацию на соискание учёной степени кандидата искусствоведения на тему «Исследование теоретических аспектов творческой концепции „производственного искусства“ 20-х годов».
С 2004 года — ведущий научный сотрудник Научно-исследовательского института теории и истории изобразительных искусств Российской академии художеств.
Владеет немецким языком.

## Участие в творческих и общественных организациях
- Член Ассоциации искусствоведов (АИС)[1]

## Участие в конференциях
- 2005 — «Проблемы изучения искусства эпохи модернизма: стиль Ар Деко. 1910—1940-е годы», Москва, Российская академия художеств. Доклад «Этот сложный конструктивизм…»[1]
- 2005 — XIII научная конференция по изучению искусства авангарда 1910—1920-х годов: «„Бубновый валет“ и русский авангард 1910—1920-х годов», Москва. Доклад «Всё в природе имеет это беспредметное начало…»[1]
- 2007 — XIV Международная научная конференция «Русский конструктивизм», Москва, Государственный институт искусствознания. Доклад «Ориентируясь на грядущую культуру коммунизма…»[1]
- 2010 — Международная научная конференция «100 лет русского авангарда», Москва, Московская государственная консерватория имени П. И. Чайковского. Доклад «Авангард играющий…»[1]